# Добрынка
Добрынка (пол. Dobrynka) — деревня в Бяльском повете Люблинского воеводства Польши. Входит в состав гмины Пищац. Находится примерно в 25 км к востоку от центра города Бяла-Подляска. По данным переписи 2011 года, в деревне проживало 538 человек, деревня была четвёртой по величине в гмине Пищац.
В Добрынке находится немецко-австрийское военное кладбище Первой мировой войны.
Верующие Римско-католической церкви относятся к приходу Возвышения Святого Креста в Пищаце или приходу Святого Станислава Костки в деревне Вулька-Добрыньска.
В 1975—1998 годах деревня входила в состав Бяльскоподляского воеводства.

## Население
Демографическая структура по состоянию на 31 марта 2011 года:
|         | Всего | До трудоспособного возраста | Трудоспособного возраста | Старше трудоспособного возраста |
| ------- | ----- | --------------------------- | ------------------------ | ------------------------------- |
| Мужчины | 271   | 51                          | 187                      | 33                              |
| Женщины | 267   | 58                          | 137                      | 72                              |
| Всего   | 538   | 109                         | 324                      | 105                             |